# Hałderze
Hałderze – przysiółek wsi Nowe Smarchowice w Polsce, położony w województwie opolskim, w powiecie namysłowskim, w gminie Namysłów. Wchodzi w skład sołectwa Nowe Smarchowice.
W latach 1975–1998 przysiółek administracyjnie należał do ówczesnego województwa opolskiego.
Przez przysiółek przebiega droga krajowa nr 39.